# Flukt
Flukt (em português Fuga) é um filme de suspense de 2012 dirigido por Roar Uthaug . É estrelado por Isabel Christine Andreasen e Milla Olin como meninas na Noruega do século XIV que devem escapar dos bandidos liderados por Ingrid Bolsø Berdal . Ele estreou no Slash Film Festival e foi lançado na Noruega em 20 de setembro de 2012

## Sinopse
Já faz 10 anos desde que a peste negra devastou as terras. Uma família pobre faz sua jornada para tentar achar um lugar melhor para viver. Em uma região desolada de uma montanha, a família é atacada por um grupo de assassinos sem misericórdia. A única a se salvar é Signe, de 19 anos de idade, que é feita de refém e levada até um acampamento. Lá, ela descobre que está enfrentando um destino muito pior que a morte, e percebe que a única coisa a fazer é fugir. Mas sua fuga não passa despercebida, e a perseguição começa.

## Elenco
- Bjørn Moan como Loke
- Hallvard Holmen como Harald
- Ingrid Bolsø Berdal como Dagmar
- Iren Reppen como Synnøve
- Isabel Christine Andreasen como Signe
- Milla Olin como Frigg
- Kristian Espedal como Grim
- Martin Slaatto como Brynjar
- Tobias Santelmann como Arvid

## Produção
As filmagens ocorreram em Sirdal , Noruega. Os bandidos pretendiam ser seguidores sobreviventes da antiga religião Æsir , mas todas as referências a isso foram excluídas do filme final. A cena em que Signe e Frigg escalam o abismo foi filmada em rochas de dois metros de altura ao lado de uma estrada normal e o abismo foi adicionado digitalmente na pós-produção.

## Lançamento
Escape estreou no Slash Film Festival de 2012 em 20 de setembro  e teve sua estreia nos cinemas norueguêses em 27 de setembro do mesmo ano. 

## Recepção
Alissa Simon, da Variety , escreveu: "Este conto de sobrevivência simples, mas cheio de adrenalina, apresenta uma direção impressionantemente muscular do diretor norueguês Roar Uthaug." Thomas Spurlin do DVD Talk avaliou com 3/5 estrelas e escreveu: "O tom visual, a energia bruta e um par absorvente de performances de Isabel Christine Andreasen e Ingrid Bolso Berdal elevam a representação simples e focada da fuga de duas garotas , uma corrida tensa por paisagens pitorescas que compensa a improbabilidade com borda absoluta. " Bill Gibron, do DVD Verdict , escreveu: "Se você quiser algo um pouco diferente no subgênero um contra a natureza, Escape vai entreter. Basta obter todas as imagens de Katniss Everdeene o concurso de matar crianças da sua mente e você vai gostar disso. " 